# De sphaera mundi

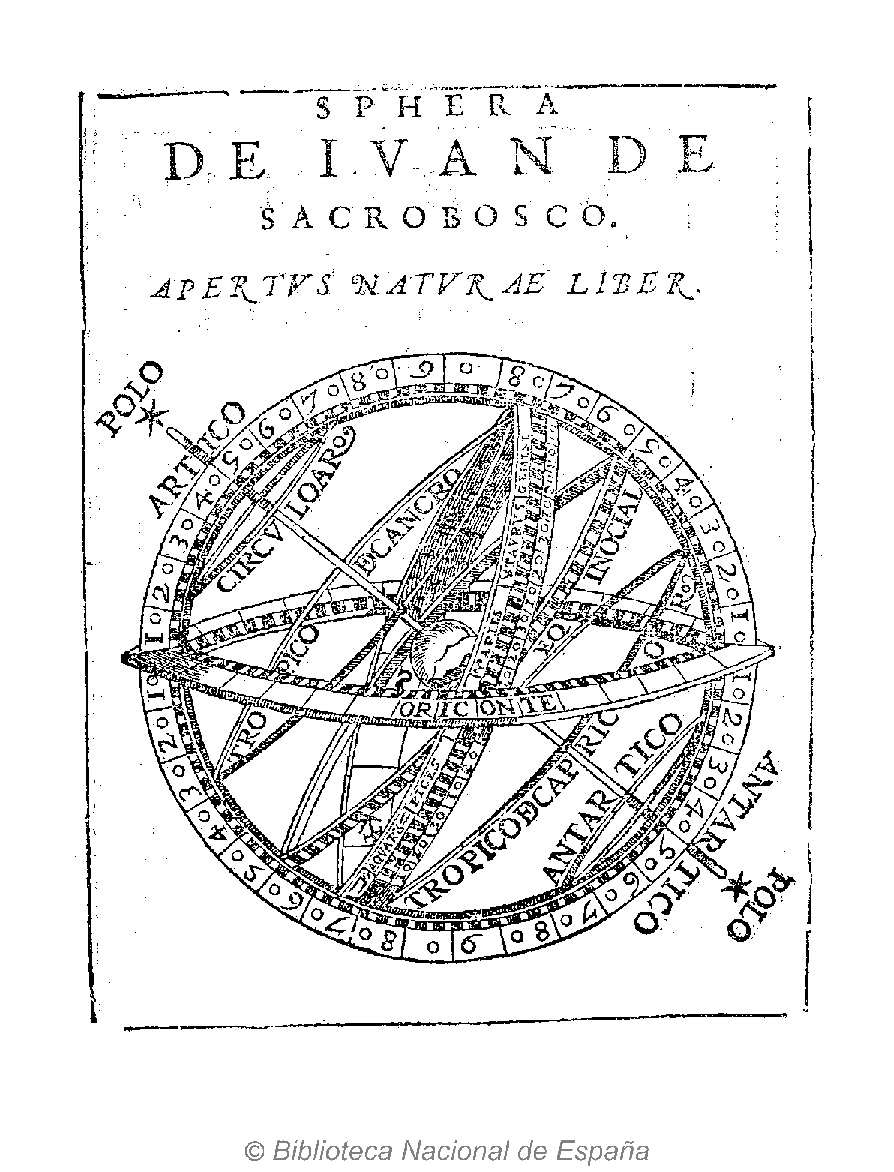
Sphera del universo, de Johannes de Sacrobosco, traducida por Ginés de Rocamora en 1599.

De sphaera mundi  (que significa de la esfera del universo, también llamado Tractatus de sphaera o simplemente De sphaera) es una obra medieval escrita por  Johannes de Sacrobosco hacia el año 1230 que introduce los elementos básicos de la astronomía. Inspirado en gran medida en el Almagesto de Ptolomeo y añadiendo ideas de la astronomía árabe, fue una de las obras sobre astronomía más influyentes en Europa antes de Copérnico. La primera edición apareció en 1472 en Ferrara, y se imprimieron más de 90 ediciones en los dos siglos siguientes.  